# Annam (roman)
Annam est le premier roman de Christophe Bataille publié le 1er janvier 1993 aux éditions Arléa et ayant reçu le prix des Deux Magots et le Prix du premier roman l'année suivante.

## Résumé
L'évêque Pigneau de Bréhaine arme deux navires en 1787 pour évangéliser et pacifier l'Indochine. L'expédition, longue et périlleuse, mêle soldats et missionnaires.

## Éditions
- Annam, éditions Arléa, 1993  (ISBN 2-86959-176-4).